# Димитър Вичев
Димитър Вичев (роден на 18 март 1951 г.), по прякор Джапона, е бивш български футболист. Легендарен вратар на Ботев (Пловдив), където играе от 1974 г. до 1989 г. Общо има 311 мача в А група, от които 290 за Ботев и 21 за Берое. В 108 от тях запазва „суха“ мрежа и не допуска гол. На първо място по спасени дузпи 12 заедно с Илко Пиргов.
Между 1981 г. и 1983 г. Вичев изиграва 7 мача за националния отбор на България.

## Биография
Вичев започва кариерата си в местния клуб от родния си град ФК Чирпан. През 1972 г. преминава в Берое (Стара Загора), където обаче не успява да се наложи като титуляр на вратата и по-често е резерва. Изиграва 21 мача за отбора в А група.
През 1974 г. облича фланелката на Ботев (Пловдив) и с изявите си през следващите 15 сезона си извоюва статута на клубна легенда. С „канарчетата“ записва 290 мача в А група. „Майстор на спорта“ от 1981 г. Става вторият вратар в България след Георги Велинов, който достига гросмайсторската норма – 100 мача в елитното ни първенство без допуснат гол. Обявен е за най-добър вратар в А група през 1985 г. През сезон 1980/81 печели националната купа. С Ботев става също вицешампион през 1985/86, а общо 5 пъти е бронзов медалист в първенството.
След края на състезателната си кариера работи като треньор на вратарите в Ботев, Марек (Дупница), Сокол (Марково) и детско-юношеската школа Ботев 2002 (Пловдив).

## Статистика по сезони в А група
| Сезон   | Отбор      | Първенство | Мачове | Голове |
| ------- | ---------- | ---------- | ------ | ------ |
| 1972/73 | Берое      | А група    | 11     | 0      |
| 1973/74 | Берое      | А група    | 10     | 0      |
| 1974/75 | Ботев (Пд) | А група    | 9      | 0      |
| 1975/76 | Ботев (Пд) | А група    | 19     | 0      |
| 1976/77 | Ботев (Пд) | А група    | 15     | 0      |
| 1977/78 | Ботев (Пд) | А група    | 4      | 0      |
| 1978/79 | Ботев (Пд) | А група    | 23     | 0      |
| 1979/80 | Ботев (Пд) | А група    | 21     | 0      |
| 1980/81 | Ботев (Пд) | А група    | 15     | 0      |
| 1981/82 | Ботев (Пд) | А група    | 23     | 0      |
| 1982/83 | Ботев (Пд) | А група    | 22     | 0      |
| 1983/84 | Ботев (Пд) | А група    | 28     | 0      |
| 1984/85 | Ботев (Пд) | А група    | 30     | 0      |
| 1985/86 | Ботев (Пд) | А група    | 29     | 0      |
| 1986/87 | Ботев (Пд) | А група    | 15     | 0      |
| 1987/88 | Ботев (Пд) | А група    | 18     | 0      |
| 1988/89 | Ботев (Пд) | А група    | 24     | 0      |
| 1989/90 | Ботев (Пд) | А група    | 3      | 0      |

## Успехи
Ботев (Пловдив)
- А група:
  -  Вицешампион: 1985/86
  -  Бронзов медалист (5): 1980/81, 1982/83, 1984/85, 1986/87, 1987/88

- Национална купа:
  -  Носител: 1980/81

- Най-добър вратар в А РФГ (1): 1985

## Отличия
- Майстор на спорта (1981)